# Bahnstrecke Wenigentaft-Mansbach–Oechsen
| |                         |                             |                             |
| Kursbuchstrecke: | 171k (1934) 190w (1944) |                             |                             |
| Spurweite: | 1435 mm (Normalspur)    |                             |                             |
| |                         |                             |                             |
| \| \| \| von Vacha \| \| \| \| 0,00 \| Wenigentaft WOeE 250 m \| Wenigentaft WOeE 250 m \| \| \| \| nach Hünfeld und nach Geisa \| \| \| \| 0,10 \| Mühlgraben (5 m) \| Mühlgraben (5 m) \| \| \| 0,26 \| Ulster (29 m) \| Ulster (29 m) \| \| \| 0,30 \| Ulster (29 m) \| Ulster (29 m) \| \| \| 1,10 \| Gewerkschaft Buttlar \| Gewerkschaft Buttlar \| \| \| 1,30 \| Buttlar WOeE \| 260 m \| \| \| 5,10 \| Bermbach \| 313 m \| \| \| 8,50 \| Schotterwerk Masbach \| Schotterwerk Masbach \| \| \| 9,00 \| Dietrichsberg (seit 1921) \| Dietrichsberg (seit 1921) \| \| \| 10,20 \| Gewerkschaft Heiligenmühle \| Gewerkschaft Heiligenmühle \| \| \| 10,40 \| Oechsen/Niederoechsen \| 382 m \| |                         |                             |                             |
| Strecke (außer Betrieb) |                         | von Vacha                   | von Vacha                   |
| Bahnhof (Strecke außer Betrieb) | 0,00                    | Wenigentaft WOeE 250 m      | Wenigentaft WOeE 250 m      |
| Abzweig geradeaus und nach rechts (Strecke außer Betrieb) |                         | nach Hünfeld und nach Geisa | nach Hünfeld und nach Geisa |
| Brücke über Wasserlauf (Strecke außer Betrieb) | 0,10                    | Mühlgraben (5 m)            | Mühlgraben (5 m)            |
| Brücke über Wasserlauf (Strecke außer Betrieb) | 0,26                    | Ulster (29 m)               | Ulster (29 m)               |
| Brücke über Wasserlauf (Strecke außer Betrieb) | 0,30                    | Ulster (29 m)               | Ulster (29 m)               |
| Abzweig geradeaus und nach links (Strecke außer Betrieb) | 1,10                    | Gewerkschaft Buttlar        | Gewerkschaft Buttlar        |
| Haltepunkt / Haltestelle (Strecke außer Betrieb) | 1,30                    | Buttlar WOeE                | 260 m                       |
| Bahnhof (Strecke außer Betrieb) | 5,10                    | Bermbach                    | 313 m                       |
| Abzweig geradeaus und nach links (Strecke außer Betrieb) | 8,50                    | Schotterwerk Masbach        | Schotterwerk Masbach        |
| Haltepunkt / Haltestelle (Strecke außer Betrieb) | 9,00                    | Dietrichsberg (seit 1921)   | Dietrichsberg (seit 1921)   |
| Abzweig geradeaus und von links (Strecke außer Betrieb) | 10,20                   | Gewerkschaft Heiligenmühle  | Gewerkschaft Heiligenmühle  |
| Kopfbahnhof Streckenende (Strecke außer Betrieb) | 10,40                   | Oechsen/Niederoechsen       | 382 m                       |

Die Bahnstrecke Wenigentaft-Mansbach–Oechsen war eine eingleisige, nicht elektrifizierte Bahnstrecke in Thüringen. Erbaut und betrieben wurde sie von der Wenigentaft-Oechsener Eisenbahn (WOeE). Die Strecke war vornehmlich für den Transport von Bodenschätzen bestimmt.

## Verlauf
Die 10 km lange normalspurige Strecke zweigte im Großherzogtum Sachsen-Weimar-Eisenach von dem Eisenbahnknotenpunkt Wenigentaft-Mansbach im Tal der Ulster in östlicher Richtung von der Ulstertalbahn ab und führte durch Buttlar und vorbei an Bermbach und Masbach durch die Vorderrhön bis zum Endpunkt Oechsen, das damals rund 700 Einwohner hatte.

## Geschichte

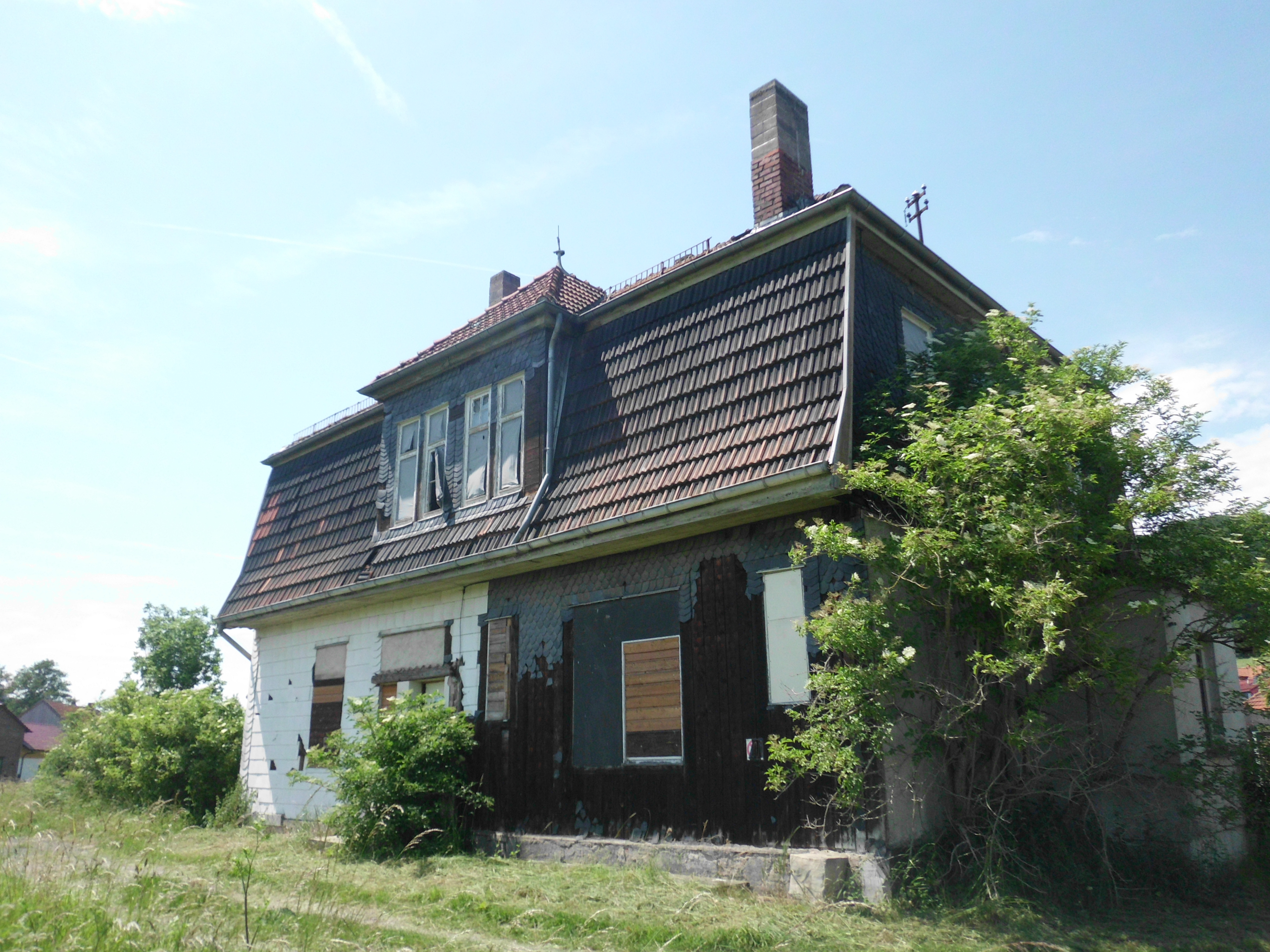
Ruine des Bahnhofs der Wenigentaft-Oechsener Eisenbahn in Wenigentaft (2012, kurz vor dem Abriss)

Die Kali-Bergbaugewerkschaften Heiligenmühle (mit Sitz in Oldisleben) und Mariengart planten 1909 westlich von Oechsen in Niederoechsen das Abteufen zweier Kalischächte. Zu deren infrastruktureller Erschließung begannen 1910 Planungen einer Eisenbahnstrecke, wobei zwischen einer Trassierung zum Bahnhof Wenigentaft-Mansbach und einer Verbindung durch das Tal der Oechse nach Vacha abgewogen wurde. Man entschied sich für die 1,5 Kilometer kürzere Strecke nach Wenigentaft, die Gemeinde Oechsen steuerte 20.000 RM bei, unter der Bedingung, dass die Bahnlinie auch dem öffentlichen Verkehr dienen sollte. Die Bauarbeiten begannen im Januar 1911.
Die Bahn wurde am 15. August 1912 für den Güterverkehr eröffnet, wobei der Kaliabbau in den beiden Oechsener Schächten wegen Wassereinbrüchen bereits im Jahr 1914 zum Erliegen kam. Der stets bescheidene Personenverkehr begann am 28. März 1917. 1920 wurde in der Gemarkung von Wölferbütt eine Ladestation für Basalt vom Tagebau des nördlich gelegenen Dietrichsberges geschaffen. Im Jahre 1924 übernahmen die Thüringischen Hartsteinwerke (ab 1926: Heinrich Hagemeier GmbH Masbach (Rhön)) den Basaltsteinbruch und die Bahnstrecke.
Der Betrieb wurde durch die Centralverwaltung für Secundairbahnen Herrmann Bachstein geführt. 1928 wurden 29.712 Personen und 72.813 Tonnen Güter befördert. Von Ende März 1945 bis Anfang Juni 1945 ruhte der Bahnverkehr in Folge der Endphase des Zweiten Weltkrieges, danach wurde der Verkehr schrittweise wieder aufgenommen. Ab dem 1. April 1949 übernahm die Deutsche Reichsbahn Verwaltung und Betrieb der Strecke von der Firma Hagemann, die 1951 enteignet und verstaatlicht wurde.
Der Gesamtbetrieb endete am 4. Oktober 1952, weil auf der Strecke der Ulstertalbahn und auf dem Gelände des Bahnhofes Wenigentaft-Mansbach mehrmals die innerdeutsche Grenze wechselte und die Strecke somit vom Streckennetz der Deutschen Reichsbahn isoliert war. 1953 wurden die Gleisanlagen demontiert. Teile der Trasse werden heute unter anderem vom Ulsterradweg und dem Oechsenbahn-Radweg genutzt.